# Signs of Life
Signs of Life (с англ. Признаки жизни) — дебютный альбом финской рок-группы Poets of the Fall, оказавшийся на первых строчках ведущих финских музыкальных чартов после своего выхода  в Финляндии 19 января 2005 года.

## Список композиций
1. «Lift» — 5:10
2. «Overboard» — 4:42
3. «Late Goodbye» — 3:45
4. «Don’t Mess With Me» — 3:58
5. «3 AM» — 4:20
6. «Stay» — 3:32
7. «Seek You Out» — 3:45
8. «Shallow» — 4:22
9. «Everything Fades» — 3:09
10. «Someone Special» — 4:17
11. «Illusion and Dream» — 5:12
12. «Sleep» — 4:56

## Синглы
| Сингл         | Даты релиза     | Чарты |
| ------------- | --------------- | ----- |
| Late Goodbye* | 30 июня 2004    | #14   |
| Lift*         | 9 сентября 2004 | #8    |

«*»= полная версия песни доступна на официальной странице Myspace группы

## Клипы
- Late Goodbye
- Lift

## Награды и номинации

### Награды
| Год  | Учредитель     | Награда              |
| ---- | -------------- | -------------------- |
| 2005 | IFPI Финляндии | Золотой альбом       |
| 2006 | Emma Award     | Дебютный альбом года |
| 2006 | IFPI Финляндии | Платиновый альбом    |

### Номинации
| Год  | Учредитель | Номинация   | Позиция |
| ---- | ---------- | ----------- | ------- |
| 2005 | Radio City | Альбом года | 7       |